# Proctophanes distinguendus
Proctophanes distinguendus är en skalbaggsart som beskrevs av Schmidt 1910. Proctophanes distinguendus ingår i släktet Proctophanes och familjen Aphodiidae. Inga underarter finns listade i Catalogue of Life.